# Años 890
Los años 890 o década del 890 empezó el 1 de enero del 890 y terminó el 31 de diciembre del 899.

## Acontecimientos
- Formoso sucede a Esteban V como papa en el año 891.
- Bonifacio VI sucede a Formoso como papa en el año 896.
- Esteban VI sucede a Bonifacio VI como papa en el año 896.
- 897. Se lleva a cabo el "Juicio del Cadáver",también denominado el Concilio Cadavérico. En dicho concilio, celebrado bajo la presidencia de Esteban VI, se procedió a revestir el cadáver de Formoso de los ornamentos papales y se le sentó en un trono para que escuchara las acusaciones.
- Romano sucede a Esteban VI como papa en el año 897.
- Teodoro II sucede a Romano como papa en el año 897.
- Juan IX sucede a Teodoro II como papa en el año 898.
- Batalla de Bayyana